# Roger Miret

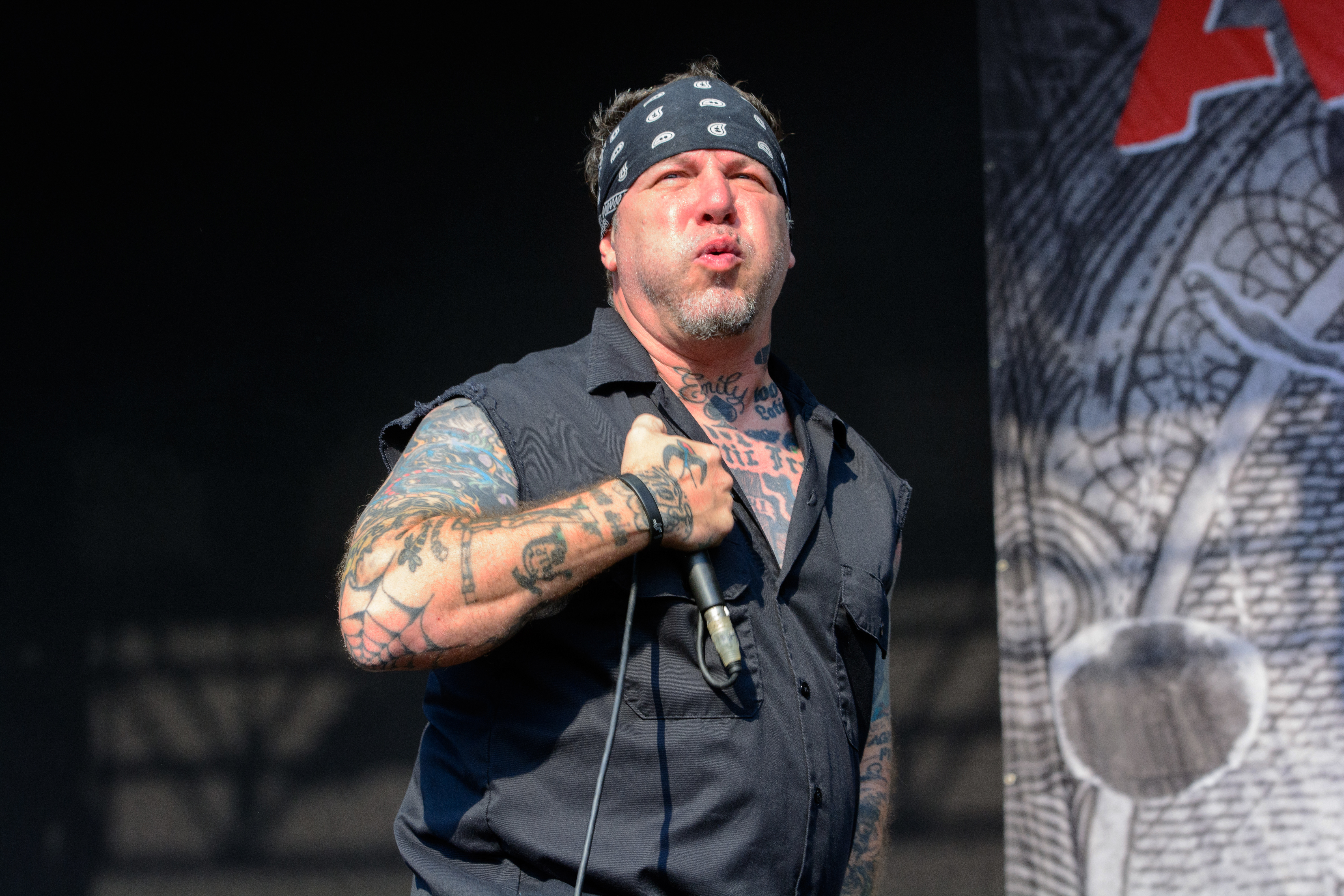
Roger Miret, 2016

Rogelio de Jesus Miret (* 30. Juni 1964 in Havanna) ist ein US-amerikanischer Sänger, Gitarrist und Bassist kubanischer Herkunft. Er wurde vor allem als Sänger von Agnostic Front bekannt, ist jedoch auch an Lady Luck beteiligt und veröffentlichte mit Roger Miret and the Disasters bisher vier Alben.

## Leben
Miret wurde 1964 als Rogelio de Jesus Miret in Havanna geboren. Er sang in den früheren 1980er-Jahren in verschiedenen Punk-, Oi!- und Hardcore-Punk-Bands in New York, unter anderem bei Barbed Wire Babies, Distorted Youth und den Psychos. 1983 stieg er bei Agnostic Front ein und veröffentlichte bis zur Auflösung 1993 mehrere Alben.
Von 1991 bis 1992 verbrachte er insgesamt 18 Monate wegen Drogenbesitzes im Gefängnis. Dort schrieb er einen Großteil der Songs des Agnostic-Front-Albums One Voice (1992). Auf einer anschließenden Europa-Tournee konnte er in der Schweiz kein gültiges Visum vorweisen, weswegen er des Landes verwiesen wurde und vom Frankfurter Flughafen aus nach Amerika zurückfliegen musste. Erst 2006 nahm er die US-amerikanische Staatsbürgerschaft an.
1988 unterstützte er seinen jüngeren Halbbruder Freddy „Madball“ Cricien bei der Gründung von Madball. Es handelte sich zunächst um ein Spaßprojekt, bei dem Cricien die Lieder seines Bruders sang. Miret selbst übernahm den Bass, Vinnie Stigma die Gitarre und Will Shepler das Schlagzeug. 1993, zeitgleich mit dem Agnostic-Front-Split, verließ er Madball.
1993 zog er sich zunächst ins Privatleben zurück, machte aber mit seiner Lebensgefährtin und späteren Ehefrau Denise Teperino (später: Miret) unter dem Namen Lady Luck weiterhin Musik. In diesem Projekt spielte er Bass. 1995 veröffentlichte er außerdem unter dem Projektnamen UXB zwei Lieder auf der Kompilation New York’s Hardest. Bei einer Show von Madball stieg er auf die Bühne, um Crucified, eine Coverversion von Iron Cross, und ein beliebtes Agnostic-Front-Live-Stück, zu singen. Dabei wurde er beim Pogen umgeworfen und brach sich den Rücken. Nur langsam erholte er sich von den schweren Verletzungen.
1997 erschien ein Split-Album von Lady Luck mit der New Yorker Band Fully. 2000 erschien das Debütalbum mit dem Titel Life in Between. Bei einer Madball-Show 1998 beschlossen Vinnie Stigma und Miret, wieder gemeinsame Sache zu machen, und reformierten Agnostic Front. Die Gruppe veröffentlichte seitdem fünf weitere Studioalben. 2002 beschloss Miret, mit der Gruppe Roger Miret and the Disasters ein weiteres Standbein zu gründen. Neben dem Gesang übernahm er dort auch die Gitarre. Die Musik seines Soloprojektes ist eher dem Streetpunk und dem Oi! zuzuordnen als die seiner eher Hardcore-lastigen Hauptgruppe. Bisher erschienen drei Alben der Gruppe, alle über Hellcat Records.
Um 2006 gründete Miret die Old-School-Hardcore-Band The Alligators zusammen mit Freunden von der L.A.-Punkband Insted, wobei er den Platz am Mikrofon übernahm. Im gleichen Jahr erschien die Single You Ruined Everything auf Indecision Records. Ein Jahr später folgte die selbst betitelte Single The Alligators, ebenfalls bei Indecision.
Miret übernahm außerdem Gastbeiträge auf diversen Alben des Punk-Genres und produzierte diverse Bands. Er ist außerdem als Modedesigner tätig und gibt seine eigene Kleiderlinie Dirty Devil heraus. Im Privatleben ist Miret Kfz-Mechatroniker für Motorräder, ein Beruf, den er im Gefängnis erlernte. Er steht außerdem dem Automobilclub Rumblers vor. Miret hat mit seiner Frau Denise zwei Töchter.
Anfang 2021 machte Miret öffentlich, dass er an Krebs erkrankt ist. Während eine erste Behandlung mit Operation erfolgreich war und keine Krebszellen mehr nachgewiesen werden konnten, gab er im Oktober bekannt, dass er sich weiteren Behandlungen unterziehen müsse.

## Diskografie

### Mit Agnostic Front
- siehe Agnostic Front#Diskografie

### Mit Madball
- Ball Of Destruction (Demo, 1989)
- Droppin’ Many Suckers (EP, 1992)

### Mit Lady Luck
- siehe Lady Luck (Band)#Diskografie

### Mit Roger Miret and the Disasters
- siehe Roger Miret and the Disasters#Diskografie

### Mit The Alligators
- The Alligators – You ruined everything 7" (Indecision Records 2006)
- The Alligators – s/t 7" (Indecision Records 2007)
- The Alligators s/t CD (2008)

### Als Produzent
- Agnostic Front: Something’s Gotta Give (1998)
- Under the Gun: Nowhere to Run (1999)
- Shutdown: Few and Far Between (2000)
- Kompilation: Worldwide Tribute to the Real Oi! (2000)
- Indecision: Release the Cure (2001)
- The Turbo A.C.’s: Fuel for Life (2001)
- Reinforce: Happy teenagers Do Not Paint Their Rooms Black (2001)
- Clearview 77: Absent Company (2002)
- On the Rise: Burning Inside (2003)
- The Turbo A.C.'s: Winner take All (2003)
- Agnostic Front / Discipline: Working Class Heroes (2003)
- 25 Ta Life: Haterz Be Damned (2004)
- Kompilation: Still Going Strong (2006)
- Agnostic Front: Warriors (2008)

### Gastbeiträge (Auswahl)
- Ludichrist: Immaculate Deception (1986)
- Rancid: Life Won’t Wait (1998)
- Skarhead: Kings at Crime (1998)
- 25 Ta Life: Friendship, Loyalty, Commitment (1999)
- H2O: F.T.T.W. (1999)
- Breakdown: Battle Hymns for an Angry Planet (2000)
- Dodgin’ Bullets: World Wide War (2000)
- Biohazard: Uncivillization (2001)
- Dodgin’ Bullets: Earn Your Respect (2002)
- ZSK: Riot Radio (2002)
- Toxpack: Aggressive Kunst (2005)
- Icepick: Violent Epiphany (2006)
- Maroon: When Worlds Collide (2006)
- H2O: Nothing to Prove (2008)
- Do or Die: Pray for them (2008)
- Madball: Shatterproof (2010)
- Dynasty: Beyond Measure (2013)